# Surfisktjärnarna (Ströms socken, Jämtland, 714725-146193)
Surfisktjärnarna är en sjö i Strömsunds kommun i Jämtland och ingår i Ångermanälvens huvudavrinningsområde.